# 2339 Anacreon
2339 Anacreon este un asteroid din centura principală, descoperit pe 24 septembrie 1960 de PLS.